# Jacques Villeneuve
Jacques Joseph Charles Villeneuve (franceză: [ʒɑk vilnœv]; n. 9 aprilie 1971, Saint-Jean-sur-Richelieu⁠(d), provincia Québec, Canada) este un pilot profesionist de curse canadian și muzician amator care a câștigat Campionatul Mondial de Formula 1 din 1997 cu echipa Williams. Pe lângă Formula 1, a concurat în diferite alte forme de curse cu motor, câștigând Indianapolis 500 din 1995 și PPG Indy Car World Series din 1995. Este fiul fostului pilot de curse de la Ferrari, Gilles Villeneuve.
Villeneuve s-a mutat la Williams pentru debutul său în cursele de Formula 1 în sezonul 1996, obținând patru victorii în curse și devenind primul vicecampion debutant după un duel pe întregul sezon cu coechipierul său, Damon Hill. Principala sa provocare la titlu pentru sezonul următor a venit de la Ferrari, prin Michael Schumacher, iar Villeneuve l-a învins pe acesta din urmă în urma unei coliziuni controversate la Marele Premiu al Europei care încheia sezonul, devenind primul campion mondial al piloților canadian, obținând totodată șapte victorii în sezon. El a terminat pe locul cinci în sezonul 1998, acumulând două podiumuri și a ajutat-o pe Williams să termine pe locul al treilea în Campionatul Mondial al Constructorilor, în spatele lui Ferrari și McLaren. După un 1999 fără succes cu British American Racing (BAR), Villeneuve a terminat pe locul șapte în Campionatul Mondial atât în 2000, cât și în 2001 cu BAR, atingând două podiumuri în 2001, depășindu-i pe colegii săi Ricardo Zonta și Olivier Panis. Villeneuve a concurat în sezoanele următoare de F1 pentru echipele BAR, Renault, Sauber și BMW Sauber, dar nu a mai obținut niciun succes major.
Villeneuve a părăsit Formula 1 la jumătatea sezonului 2006 și a început să concureze în diferite forme de curse auto, cum ar fi cursele de mașini sport, NASCAR și cursele de mașini de turism. Deși nu a avut un succes asemănător în aceste forme de curse, el a câștigat Cursa de 1000 km de la Spa 2008 conducând pentru Peugeot.

## Cariera
Jacques Villeneuve a obținut pole-position-ul în cursa de debut -  Marele Premiu al Australiei 1996 - egalând astfel performanțele reușite de Giuseppe Farina, Mario Andretti și Carlos Reutemann. Apoi a dominat cursa doar pentru a fi încetinit de niște probleme hidraulice, astfel că în final a trebuit să se mulțumească cu locul secund, același pe care l-a ocupat și la finalul sezonului 1996.
În 1997 însa s-a încoronat campion mondial, câștigând campionatul în fața lui Michael Schumacher.
În 1998 are un sezon mai slab, în mare parte din cauza faptului că Renault, compania care a furnizat motorul cu care evoluase în primele sale două sezoane, s-a retras din Formula 1, reușind totuși două prezențe pe podium, în Germania și Ungaria, unde a terminat pe locul al treilea.
În 1999 se mută la BAR alături de prietenul si managerul său, Craig Pollock, însă nu reușeștee nici un punct în întreg sezonul, mai mult decât atât nereușind să termine primele unsprezece curse.
În 2000 grație motorului Honda Villeneuve obține primele puncte împreună cu BAR în Australia, când a terminat pe locul al patrulea, apoi mai punctează la Imola (locul cinci), în Franța, Germania și SUA (locul 4 în toate cursele), în Malaesia (locul 6) și în final în Japonia (locul 5).
Evoluțiile promițătoare din 2000 au continuat un an mai târziu când a reușit să revină pe podium în Spania și Germania.
În 2002 are o primă parte a sezonului dezastruoasă, marcând primele puncte abia în etapa a zecea la Silverstone unde a terminat pe locul patru. În acel an a mai reușit un punct în SUA.
În 2003 s-a aflat tot timpul în conflict cu David Richards, iar pe pistă a fost surclsat de Jenson Button, noul său coleg de echipă. Înainte de ultima cursă a fost concediat, locul său fiind luat de Takuma Sato.
Revine pe circuite în ultimele trei curse ale sezonului 2004 când îi ia locul lui Jarno Trulli la Renault F1, însă este extrem de lent, fiind ridiculizat de Fernando Alonso. Totuși semnează un contract cu Sauber pentru sezonul 2005.
În 2005 este dominat categoric de către Felipe Massa în prima parte a sezonului, reușind să își revină abia spre finalul sezonului. Totuși la finalul anului rămâne pe loc la Sauber, devenită acum BMW Sauber, doar pentru că noii proprietari ai echipei trebuiau să îi plătească aproximativ 20 de milioane de dolari dacă îl dau afară. Evoluțiile slabe din 2006 i-au făcut însă pe germanii de la BMW să îi arate ușa, invocând indisciplina canadianului care nu s-a prezentat la o ședință de teste, fiind înlocuit cu Robert Kubica.
Pe moment nu are nici un contract, dar are oferte din Nascar și DTM.

## Cariera în Formula 1
| Sezon | Echipă                         | Număr puncte | Loc clasament general |
| ----- | ------------------------------ | ------------ | --------------------- |
| 1996  | Rothmans Williams Renault      | 78           | 2                     |
| 1997  | Rothmans Williams Renault      | 81           | 1                     |
| 1998  | Winfield Williams              | 21           | 5                     |
| 1999  | British American Racing        | 0            | -                     |
| 2000  | Lucky Strike Reynard BAR Honda | 17           | 7                     |
| 2001  | Lucky Strike BAR Honda         | 12           | 7                     |
| 2002  | Lucky Strike BAR Honda         | 4            | 12                    |
| 2003  | Lucky Strike BAR Honda         | 6            | 16                    |
| 2004  | Mild Seven Renault F1 Team     | 0            | -                     |
| 2005  | Sauber Petronas                | 9            | 14                    |
| 2006  | BMW Sauber F1 Team             | 7            | 15                    |

## Trivia
- Jacques Villeneuve și-a lansat anul trecut primul său album muzical.
- În anii '90 a fost logodit cu Dannii Minogue, dar s-au despărțit pentru că Jacques prefera să se joace la PlayStation cu copilul lui Craig Pollock decât să iasă în oraș cu logodnica sa.